# Hemihetrodes bachmanni
Hemihetrodes bachmanni är en insektsart som först beskrevs av Karsch 1887.  Hemihetrodes bachmanni ingår i släktet Hemihetrodes och familjen vårtbitare. Inga underarter finns listade i Catalogue of Life.